# レージョ劇場 (トリノ)
トリノ・レージョ劇場（イタリア語: Teatro Regio di Torino）は、イタリア・トリノにある歌劇場である。開場は1740年、ただし今日の劇場施設は同敷地にあるものの、1973年の再建である。

## 歴史

### 劇場創建
レージョ劇場は18世紀、サルデーニャ王国の中心都市として繁栄しはじめたトリノ市街中心部の新しい劇場として、建築家ベネデット・アルフィエリの設計によって1730年建設が開始され、最終的には席数2,500の典型的な馬蹄形オペラ劇場として完成した。杮落としは1740年12月26日、ナポリの作曲家フランチェスコ・フェオの『アルサーチェ』（Arsace）であった。

### 没落とそこからの復興
その後約40年間は北イタリアで最高の歌劇場との評判を謳歌していたレージョ劇場だったが、1778年にライヴァル都市ミラノにスカラ座が、1792年にはヴェネツィアにフェニーチェ劇場がそれぞれ開場して、19世紀に入った頃にはその地位ははっきりと低下していた。トリノの街自体はリソルジメントによって統一イタリア王国の首都になった（1861年）が、これも僅か4年でフィレンツェにその座を奪われたため、劇場のテコ入れには至らなかった。
こうした中、1865年に実力派指揮者のカルロ・ペドロッティが音楽監督に就任した。彼はその後15年間にわたって全ての演目の指揮をとり、ヴェルディのオペラの高水準の上演で評価を回復し、またワーグナー作品を積極的に紹介していった。
その後、1895年-98年および1905年-06年にかけてはアルトゥーロ・トスカニーニが音楽監督となり、レージョ劇場はイタリアで最高とまではいえないまでも、トップクラスの歌劇場としての評価は回復した。この時代に同劇場で初演された主なオペラとしてはアルフレード・カタラーニの『ローレライ』（1890年）、ジャコモ・プッチーニの『マノン・レスコー』（1893年）および同『ラ・ボエーム』（1896年）がある。1901年-05年は大改装を行うため閉場したが、再開を飾る作品としてリヒャルト・シュトラウス『サロメ』のイタリア初演を、作曲者自身の指揮によって行っている（1905年）。

### 再び凋落、そして火災
その後はヴィットリオ・グイなどの名指揮者が監督を歴任し、リヒャルト・シュトラウス『ナクソス島のアリアドネ』やモーリス・ラヴェル『スペインの時計』のイタリア初演など、いくつかの重要な公演を成功させたが1920年代後半からは今度は、スカラ座と、ムッソリーニに後押しされたローマ歌劇場の激しい競争関係のあおりを食う形で再びその地位は低下する。そして、1936年3月6日、火災によって外壁を残して全焼して、オペラ劇場としての機能を停止したのである。

### 再建
レージョ劇場焼失後、トリノのオペラ公演は映画館に転用された劇場をシーズン中のみ使用するという変則的な形で行われた。これは臨時の措置だったはずが、1940年のイタリアの第二次世界大戦参戦、1943年からの国内を二分する内戦によって劇場再建計画は雲散霧消し、1965年からようやく再建工事が開始され、火災から37年後の1973年になってようやく再開場にこぎつけた。
1973年4月10日の再建杮落としでは、ヴェルディの『シチリアの晩鐘』が上演された。この公演は単なる劇場再開の記念というばかりでなく、歌手生活に終わりを告げようとしていた名ソプラノ、マリア・カラスと、名テノール、ジュゼッペ・ディ・ステファーノの両名が初めて演出を手がけたという面でも大きな話題となった。
カルロ・モリーノとマルチェロ・ザベラーニ・ロッシの設計になる新劇場は、旧劇場で焼け残った外壁はそのままに残し、その内側にガラスとコンクリートをふんだんに使った建築を入れ込むという凝った構造であり、初めて訪れるオペラ・ファンは入場したとたん、その対比に驚かされる仕掛である。劇場内部は馬蹄形ボックス配置を廃して、緩やかな傾斜のアリーナ席（総席数1,754）だけが扇形に広がるという（ヨーロッパの劇場としては）変則的な造りになっている。このため舞台の視認性は全席とも抜群によい。椅子もクラシック音楽ホールとしては比類のないほどクッションが効いたもので居心地は良いが、こうしたクッションの吸音効果やホール空間の広がりのためか音響面での評価は必ずしも良くない。